# Laternaria pyrorhyncha
Laternaria pyrorhyncha är en insektsart som först beskrevs av Donovan 1800.  Laternaria pyrorhyncha ingår i släktet Laternaria och familjen lyktstritar. Inga underarter finns listade i Catalogue of Life.